# Herb Astany

Obecny herb miasta

Herb Astany – jeden z symboli miejskich Astany, stolicy Kazachstanu.
Nowy herb Astany został przyjęty wraz z flagą 5 czerwca 2008 roku na 16. sesji maslichatu Astany. Oba symbole zostały zaprojektowane przez prezydenta kraju, Nursułtana Nazarbajewa.

## Symbolika
W godle znajduje się symbol miasta – wieża Bäjterek – a także szanyrak, element konstrukcyjny górnej części jurty znajdujący się także w godle państwowym. U dołu wieży znajduje się ornament stylizowany na mitycznego ptaka Samruka. Okrąg symbolizuje wieczność i doskonałość. Godło podzielone jest na dwa pierścienie. Zewnętrzny, czerwony pierścień oznacza Wielki Step i wiąże się z ogniem, który jest symbolem narodzin, wzrostu i rozwoju. Wewnętrzny, niebieski krąg zawiera symbole niepodległości Kazachstanu i wielkości Astany. Jako przyczynę stworzenia nowego herbu uznano zmiany, jakie nastąpiły w kraju, wobec czego poprzedni herb nie odzwierciedlał zasad miasta.

### Herb Akmolińska
5 lipca 1878 roku przyjęto herb obwodu akmolińskiego. Nie był oficjalnym herbem miasta. Jest to zielona tarcza, na której znajduje się srebrny budynek z kopułą oraz dwoma wieżami po obu stronach. W górnej części znajduje się półksiężyc. Tarcza ozdobiona jest cesarską koroną u góry oraz złotymi liśćmi dębu dookoła.

Herb obwodu akmolińskiego

### Herb Celinogradu
Godło Celinogradu to tarcza, na której dwie ręce trzymają ziarno. W górnej części znajduje się zapisany cyrylicą napis „CELINOGRAD” („ЦЕЛИНОГРАД”).

Herb Celinogradu

### Herb Astany w latach 1998–2008
Autorami herbu Astany obowiązującego w latach 1998–2008 są Dembaj Sałauatu i Amanżoł Czikanajew. Herb to okrąg z niebieskim tłem, w dolnej części znajduje się duża purpurowa twierdza. W centralnej części widoczny jest lew ze złotą koroną będący symbolem kazachskich chanów. W zewnętrznym pierścieniu widoczne są kłosy zboża, a w dolnej części napis „ASTANA” („АСТАНА”).

Herb miasta w latach 1998–2008